# Debi Diamond
Debi Diamond (San Fernando Valley, 1 mei 1965) is een Amerikaans pornoactrice en naaktmodel.

## Biografie
Debi Diamond groeide op in San Fernando Valley en speelde in 1983 op achttienjarige leeftijd in haar eerste pornografische film. Het hoogtepunt van haar carrière was begin jaren 1980 toen ze een groot aantal onderscheidingen behaalde en werd opgenomen in de XRCO Performers' Hall of Fame en in 1993 in de AVN Hall of Fame. Diamond hield er na meer dan 600 films in 1995 mee op maar ze maakte in 2008 een comeback en ze startte in 2010 een eigen productiemaatschappij Debi Diamond Films die zich vooral richt op femdom-films.

## Prijzen en nominaties
De belangrijkste:
| Jaar | Prijs     | Categorie                       | Film                         | Uitslag  |
| ---- | --------- | ------------------------------- | ---------------------------- | -------- |
| 1995 | AVN Award | Best All-Girl Sex Scene – Film  | The Dinners Party            | Gewonnen |
| 1995 | AVN Award | Best All-Girl Sex Scene – Video | Buttfeeslammers              | Gewonnen |
| 1995 | AVN Award | Most Outrageous Sex Scene       | Depraved Fantasies           | Gewonnen |
| 1995 | AVN Award | Best Group Sex Scene – Film     | Sex                          | Gewonnen |
| 1994 | AVN Award | Female Performer of the Year    | Female Performer of the Year | Gewonnen |
| 1990 | AVN Award | Best Group Sex Scene – Video    | Gang Bangs                   | Gewonnen |
| 1990 | AVN Award | Best Couples Sex Scene – Video  | The Chameleon                | Gewonnen |